# Hochdeutsche Hofcomödianten
Die Hochdeutschen Hofcomödianten (bekannt auch unter zahlreichen Namensvarianten) waren eine fahrende Schauspieltruppe in der Zeit der Deutschen Wanderbühne. Die Truppe erarbeitete sich unter wechselnden Namen einen hervorragenden Ruf im deutschsprachigen Raum, im Baltikum und in Skandinavien; die Schauspieltruppe gilt als prägender Vorreiter im Hoftheater des 17. und 18. Jahrhunderts. Leiter der Kerntruppe war zunächst Carl Andreas Paulsen, dann das Ehepaar Velten, zuletzt das Ehepaar Spiegelberg.

## Paulsensche Truppe
Carl Andreas Paulsen (1620–1678), seit ca. 1644 mit der Schauspielerin Elisabeth Paulsen verheiratet, gründete in der Zeit nach dem verheerenden Dreißigjährigen Krieg die wandernde Theatergruppe Carlische Hochdeutsche Comödianten als privatwirtschaftlicher Prinzipal. Vorbilder für diese wie auch andere Wanderbühnen waren die ausländischen Schauspielkompanien vor allem aus Italien, Frankreich und England. In seiner Bewerbung 1666 für die Hamburgische Lizenz (ab dann auch unter dem Namen Die Hamburgischen Comödianten) führte Paulsen als bisherige Auftrittsorte besonders folgende Städte auf: Lübeck, Bremen, Rostock, Helmstadt, Jena, Wittenberg, Straßburg, Augsburg, Bayreuth, Prag, Breslau, Köln und Berlin. Für 1665 dokumentiert sind Basel, Frankfurt und erstmals Leipzig, wo die Truppe in den Folgejahren noch häufig aufführte. Mit steigendem Bekanntheitsgrad ab Anfang der 1670er Jahre sind weitere Auftritte noch in Güstrow (1668), Danzig (1669), Königsberg (1670), Kiel (1671), Kopenhagen und Riga (1672) sowie Dresden (1673) belegt. Für Prag ist im März 1674 eine Auftrittsverweigerung dokumentiert, die Truppe zog weiter nach Wien und von dort zurück vor allem in den norddeutschen und sächsischen Raum: Hamburg, Husum, Lübeck sowie erneut Leipzig und Dresden Mitte bis Ende der 1670er Jahre. Für Kursachsen hatte Paulsen bereits ein Theaterpatent inne, welches ihn zu regelmäßigen Auftritten verpflichtete, aber ihm auch eine Monopolstellung garantierte.
Als einer der ersten Theaterdirektoren beschäftigte Paulsen ausschließlich deutschsprachige Darsteller, woher er zu Werbezwecken den Namen seiner Truppe in Abgrenzung zu nichtdeutschen Theatergruppen ableitete. Zu den Schauspielern gehörten neben ihm selbst und seiner Frau auch die Töchter Catharina Elisabeth und Anna und die Söhne Carl und Ferdinand Egidius. Um das Jahr 1671 heirateten die Mitschauspieler Johannes Velten und Balthasar Brambacher seine Töchter. Ebenfalls in der Truppe war Gottfried Salzsieder (auch: Salzhueter).
Die aufgeführten Stücke waren zunächst vornehmlich deutsche Adaptionen und Verfremdungen aus dem englischen Theater, etwa Hamlet als „Der bestrafte Brudermord“ 1667. Im Laufe der Zeit kamen auch Stücke deutschsprachiger Autoren ins Programm, namentlich der Ibrahim von Daniel Casper von Lohenstein.

## Veltensche Truppe

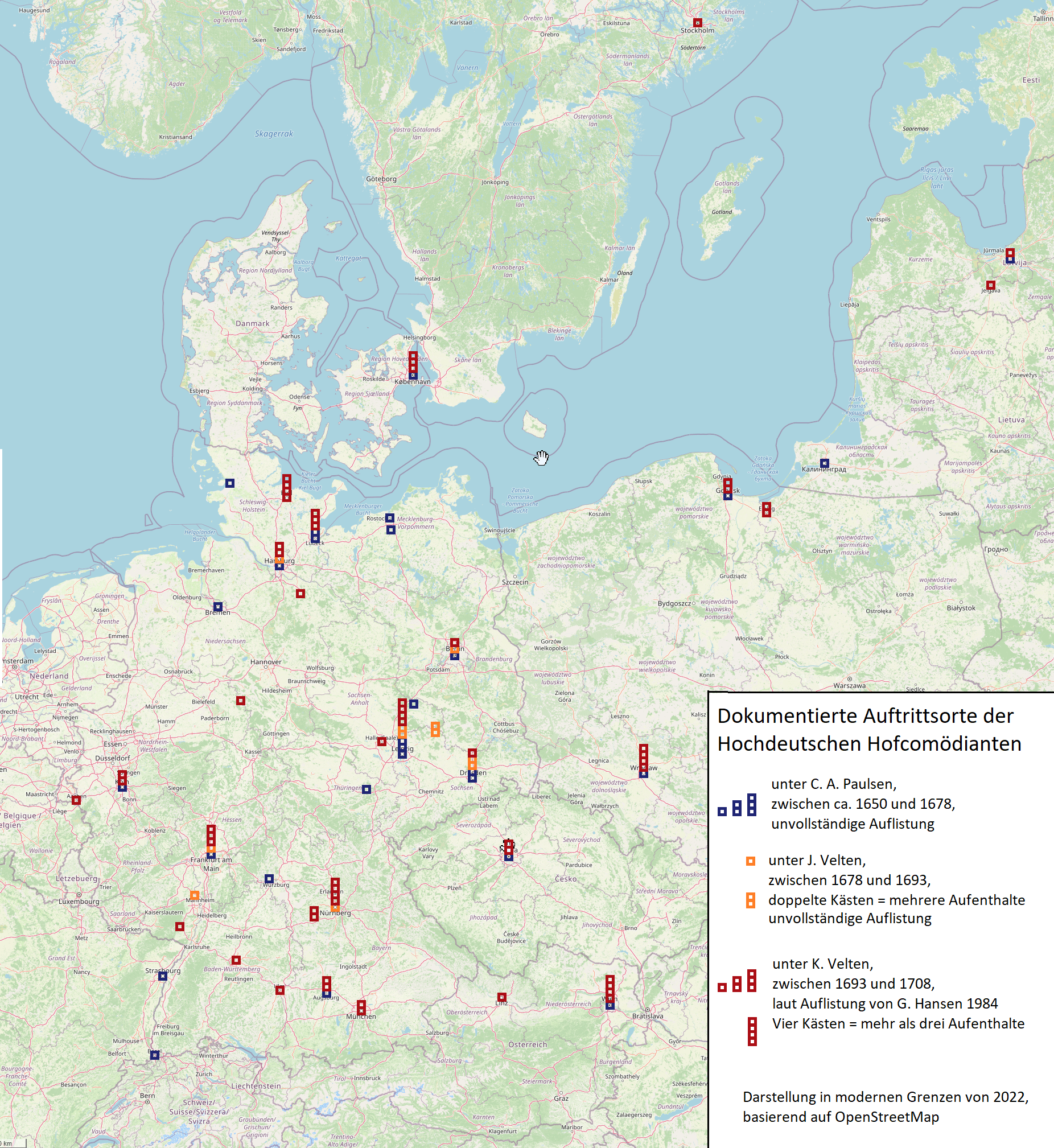
Auftrittsorte der Hochdeutschen Hofcomödianten. In dunkelblau unter Paulsen; in orange unter Johannes Velten; in dunkelrot unter Catharina Velten.

Johannes Velten, seit 1671 Schwiegersohn Paulsens, übernahm nach dem Tod Paulsens 1678 dessen Schauspielertruppe als Bande Hochdeutscher Comoedianten. Verschiedenen Quellen zufolge hatte er sich, möglicherweise bereits 1672, von Paulsen unabhängig gemacht und eine eigene Truppe gegründet, über deren Geschichte aber nichts weiter bekannt ist. Erst 1679 wurde ihm dann das kursächsische Schauspielprivileg Paulsens übertragen. Die Resonanz beim einfachen Volk war ebenso gut wie bei Hofe: 1684 stellte Kurfürst Johann Georg III. die Truppe Veltens fest an, seither firmierte die Truppe auch als Bande Chursächsischer Comoedianten. Neben dem Fokus auf Sachsen (regelmäßige Auftritte unter anderem in Leipzig, Dresden, Torgau) gab es aber weiterhin Auftritte im Rest Deutschlands, etwa Frankfurt/Main, Nürnberg und sogar in Gegenwart Kaiser Leopolds I. in Worms.
Zu den etwa 20 Mitgliedern der Veltenschen Truppe zählten neben dem Ehepaar Velten und der gemeinsamen Tochter Catharina Lydia (später verheiratete Fromm) auch folgende Schauspieler: Christian Starke, Joseph Janetzky, Christian Schernitzky, Christian Paceli, Benjamin Pfenning, Elias Adler, Johann Wolfgang Rieß, Gottfried Salzsieder, David Bamberger, Sara von Boxberg, schließlich die Ehepaare Richter, Müller, Elenson und Brambacher sowie die Brüder Christian und Johannes Dorsch.
Das Repertoire bestand anfangs aus den bereits von Paulsen aufgeführten vor allem englischen Stücken, der sprachlich und literarisch gebildete Velten erweiterte dieses aber um italienische, deutsche und französische Stoffe. So adaptierte er zehn Komödien Molières. Weitere Autoren, die Velten schätzte, waren Andreas Gryphius, Paul Scarron, Pierre Corneille und Thomas Corneille. Mit dem Aufgreifen von längeren Dramen als Kunstform hob sich Velten bewusst von anderen Bühnen ab, die lediglich kurzweilige Possen, Schwänke und Abenteuerstücke zeigten. Frauen- und Mädchenrollen wurden, stilbildend, nunmehr von tatsächlich weiblichen Darstellern gespielt.
Der kursächsische Thronfolger (ab 1691 als Johann Georg IV.) war kein Freund des volkstümlichen Theaters und entließ Velten als Hofkünstler, welcher mit der Truppe nach Berlin und Hamburg auswich, wo unter dem Einfluss pietistisch-lutherisch-orthodoxer Prediger aber eine religiös motivierte Theaterfeindlichkeit herrschte. Johannes Velten starb vermutlich hier; seine Ehefrau Catharina Elisabeth übernahm ab 1692 die Führung der Truppe.
Für Velten waren die Zeiten Anfang der 1690er Jahre zunächst hart: Das geerbte kursächsische Patent, welches bereits ihr Vater innehatte und ihm in Kursachsen ein Monopol garantierte, war nicht länger verbunden mit landesherrlichen Fördergeldern. Andere Schauspielertruppen und insbesondere ehemalige Kollegen traten in Konkurrenz. Dazu zählten neben ihrem Bruder Ferdinand Egidius Paulsen auch David Mühlstreich, Balthasar Brombacher, Johann August Ulich und Gabriel Müller. Catharina Velten pendelte zwischen den Messen im kursächsischen Raum, weitete die Tourneen aber wohl auch bis nach Skandinavien aus. Ferner erwarb sie 1697 das königlich-polnische Auftrittsprivileg von August II. und bewarb ihre Truppe seither als Königlich-Polnische und Churfürstlich-Saechsische hochdeutsche Hofcomödianten, obwohl ebenfalls 1697 das kursächsische Privileg endgültig widerrufen worden war. Zwischen 1700 und 1705 deckte ihr Auftrittsgebiet neben dem gesamtdeutschen Raum auch das Baltikum ab: Auftritte fanden in Kopenhagen, Stockholm und Riga statt, sowie auch in weiteren Städten, die sie bereits mit Vater und Ehemann bereist hatte, darunter Danzig und Königsberg.
Die Auftritte in Skandinavien brachten auch Stimuli für die dortige Kultur, welche bisher kein durchorganisiertes und professionalisiertes Theater kannte, so wie Velten es dort präsentieren konnte. Die Hochdeutschen Hofcomödianten gelten mit diversen Auftritten von 1707 bis 1710 in Norwegen als erste professionelle Theatergruppe dort. Weitere Impulse in der schwedischen Theaterszene kamen durch den bereits als Konkurrenten Veltens genannten Johann August Ulich. Zuletzt bespielte Velten den süddeutschen Raum, nunmehr als Wiener Hofcomödianten.
Die Zusammensetzung der Truppe hatte sich mittlerweile stark geändert; mehrere Ensemblekollegen hatten die Truppe verlassen und waren selbstständig geworden. Nunmehr fest unter den Schauspielern Veltens war das Ehepaar Spiegelberg; das verschwägerte Ehepaar Denner mit seiner eigenständigen Kompanie wurde regelmäßig engagiert. Als die Truppe in den Jahren 1711/1712 in Wien aufgrund des Gesundheitszustands von Velten, aber auch aufgrund ihrer beträchtlichen Schulden, aufgelöst wurde, taten sich diese Kollegen unter neuen Namen wieder zusammen. Catharina Velten starb in Obhut von Elisabeth Spiegelberg (geborene Denner).

## Nachfolgegruppen
Bald nach dem Tod von Johannes Velten gingen mehrere Schauspieler aus der Truppe von Catharina Velten ab: Die Ehepaare Richter und Brambacher etwa gründeten die Wandertruppe der Merseburgischen Hofcomödianten (1695–1702). Andreas Elenson und seine Frau Maria Margarethe Elenson hatten bereits vor dem Engagement bei Velten ihre Wiener Kompanie, die nun wieder auflebte; Julius Franz Elenson gründete die Mecklenburgischen Hofcomödianten (1706–1708), die dann von Julie Sophie Elenson als Kompanie Elenson-Haack-Hoffmann weitergeführt wurde (1708–1725, in deren Nachfolge wiederum die Kompanien Joseph Ferdinand Müller und Johann Veuber bis in die 1750er).
1693 machte sich auch Gabriel Müller mit seiner Frau selbstständig; seine Truppe waren bis 1721 dann die Sächsisch-Weimarischen, Hochfürstlich-Markgräflich-Brandenburgischen, Fürstlich Bayreuthischen Hofcomödianten. 1703 gründete Sasse, ein Mitschauspieler von Catharina Velten, ebenfalls eine eigene Truppe, die bis 1714 Bestand hatte.
Nach dem Tod der Catharina Velten waren die Ehepaare von Johann Christian Spiegelberg und Leonhard Andreas Denner mit ihren jeweiligen Schauspielertruppen in häufiger Kooperation verbunden; sie hatten noch einige Mitglieder der Truppe unter Catharina Velten unter Vertrag. Die Dennersche/Spiegelbergsche Truppe firmierte als Königlich-Großbritannisch und Churfürstlich-Braunschweigisch-Lüneburgische Hofcomödianten. Nach dem Tod von Leonhard Andreas Denner übernahm Spiegelberg die Leitung der Truppe. Bei einer Reise durch Skandinavien im Jahr 1732 verstarb Spiegelberg. Seine Witwe führte  die Prinzipalschaft noch bis 1739 weiter und spielte vornehmlich in Skandinavien.
In der Geschichte der Deutschen Literatur wurde ein Stammbaum der Johannes Veltenschen Komödiantentruppe gezeichnet, der von den Spiegelbergs über noch zahlreiche Verästelungen führt, darunter die Theater von Conrad Ekhof, Friedrich Ludwig Schröder, Abel Seyler, Karl Theophil Döbbelin und letztlich August Wilhelm Iffland.